# Pacheco-Pass

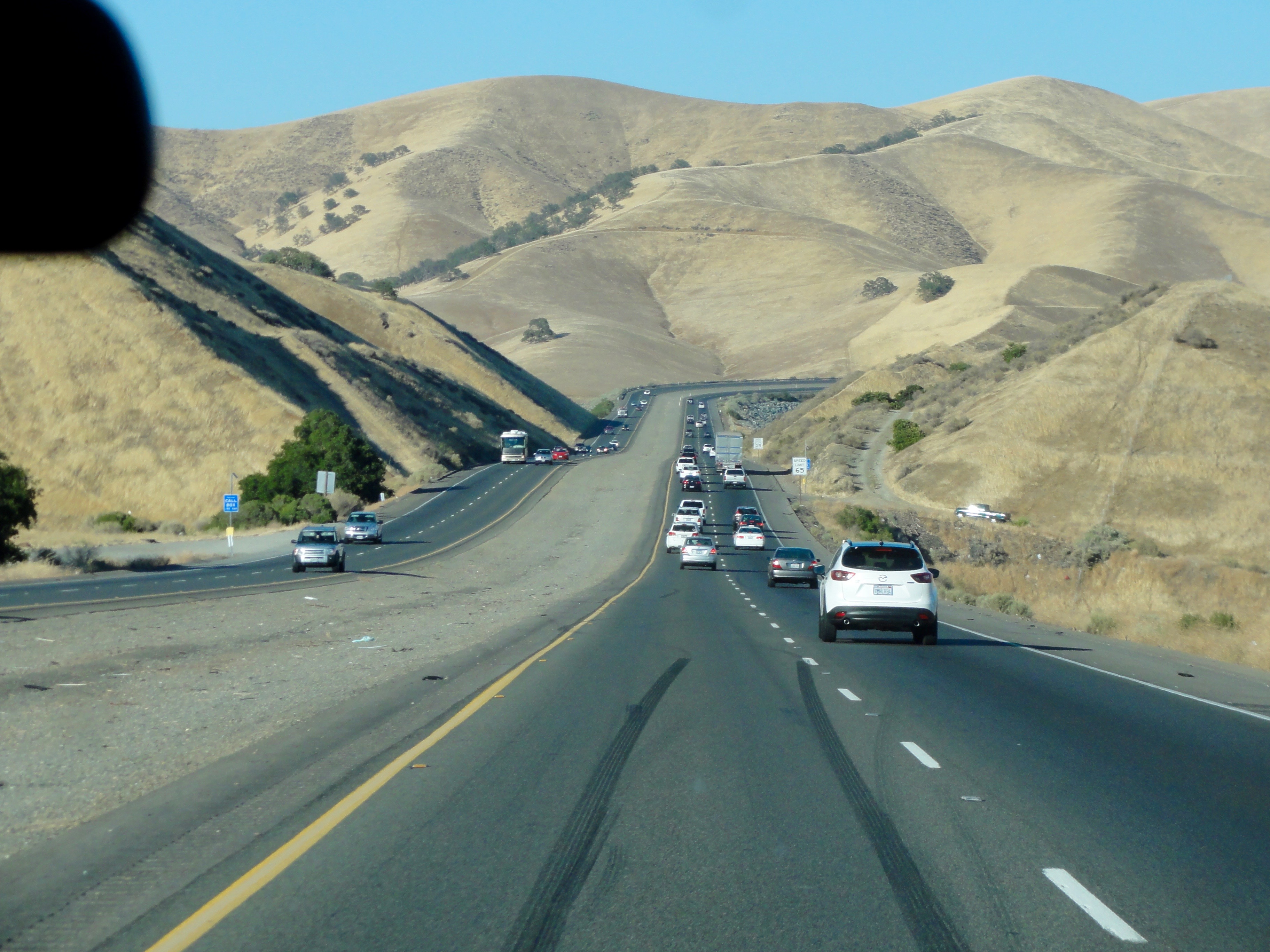
Oben auf der Passstraße des CA 152 Highway

Der Pacheco-Pass ist ein Gebirgspass im Diablo Range von Kalifornien. Er hat eine Höhe von 417 m. Die Passstraße befindet sich im Südosten des Santa Clara County und verbindet das Santa Clara Valley mit dem Central Valley.
Der Name leitet sich von der Ranch des Francisco Perez Pacheco (1793–1860) ab. Gleich nebenan liegt der Pacheco State Park.
Koordinaten: 37° 4′ N, 121° 13′ W